# 中國花卉博覽會
中國花卉博覽會，簡稱花博會，是中國創辦於1987年的園藝博覽會，由国家林业和草原局（原国家林业局）、中国花卉协会和地方政府共同举办，是中國規模最大、檔次最高、影響最廣的國家級花事盛會。中國花博會前兩屆為兩年一屆，從第三屆開始改為四年一屆，從第五屆開始引入競爭機制，通過申辦的方式確定花博會的舉辦地點。

## 博覽會一覽

### 第一屆花博會
1987年4月在北京全國農業展覽館舉辦，有19個省花協和部門花協組織的400多個單位參展，參觀人數達20多萬人次。

### 第二屆花博會
1989年9月在北京全國農業展覽館舉辦，有32個省市的協會和單位參展，首次有境外單位參展，展出規模和內容比第一屆有了很大的提高，參觀人數達30萬人次。

### 第三屆花博會
1993年在北京全國農業展覽館舉辦，境內有32個省、市花協和3個部門花協組團參展，境外有9個國家和地區組團參展，參觀人數達30多萬人次。

### 第四屆花博會
1997年4月在上海長風公園舉辦，境內有30個省市花協、6個部門花協和專業分會組團參展，參展企業400多家；境外有13個國家和地區組團參展，參展企業100多家。參觀人數突破百萬大關。

### 第五屆花博會
2001年9月28日至10月7日在廣東省順德市陳村花卉世界舉行，同時召開第三屆中國花卉交易會。本屆開始引入競爭機制，通過申辦的方式確定花博會的舉辦地點。計有中國內地所有省、自治區、直轄市以及來自港澳台、荷蘭、美國、比利時、澳大利亞、德國、日本、馬來西亞、新加坡、法國等近20多個國家和地區參展，參展企業500多家，參觀人數達108萬人次。 

### 第六屆花博會
2005年9月28日至10月7日在四川省成都市溫江區舉行，同時召開第四屆中國花卉交易會。計有中國內地所有省、自治區、直轄市以及來自港澳台、美國、荷蘭、加拿大等40餘個國家和地區參展，參展企業800多家，參觀人數達133.59萬人次。花博會閉幕後，室外展區中國花卉博覽園沿用原名作為特色公園向市民開放。 

### 第七屆花博會

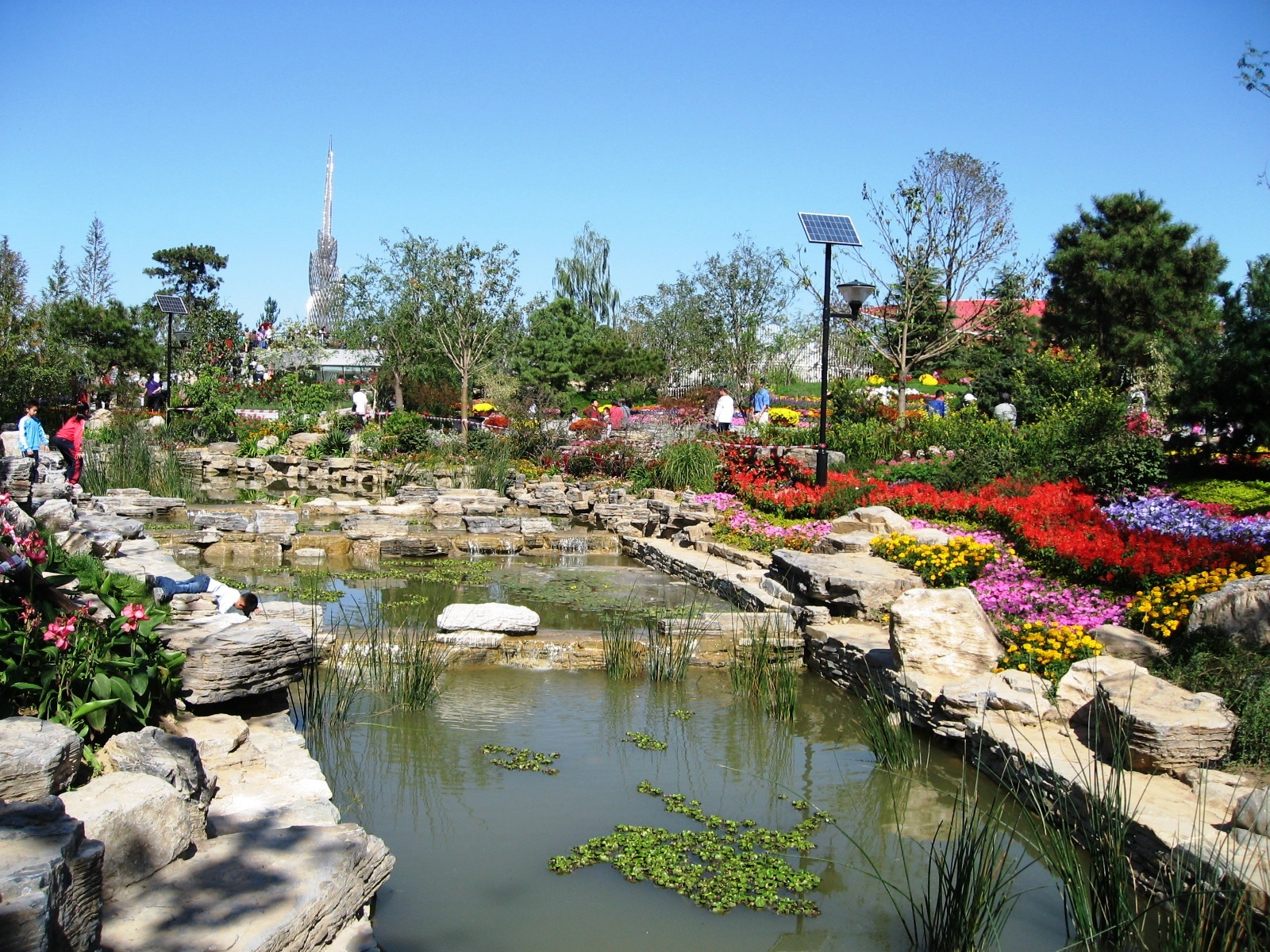
位于后沙峪地区的顺义花博会室外展区

2009年9月26日至10月5日在北京市順義區和山東省濰坊市青州市同時舉行，同時召開第五屆中國花卉交易會。計有中國內地所有省、自治區、直轄市、港澳台以及來自30多個國家和地區總計2,000多家單位參展，兩地參觀人數達300餘萬人次。 
位于顺义后沙峪地区枯柳树环岛西北侧的北京花博会室内场馆后来改为“国门1号”商业综合体，室外展区称“花博会主题公园”。

### 第八屆花博會
2013年9月28日至10月27日在江蘇省常州市武进区西太湖畔舉行，同時召開第六屆中國花卉交易會。

### 第九屆花博會
第九届中国花卉博览会于2017年9月1日10月7日在宁夏银川市舉辦。

### 第十屆花博會
第十届中国花卉博览会于2021年5月21日至7月2日在上海崇明區东平国家森林公园区域舉辦。

## 關連項目
- 1999年昆明世園會
- 2006年瀋陽世園會
- 2011年西安世園會
- 2014年青島世園會
- 2016年唐山世園會

## 來源
1. 1 2  . 人民網天津視窗.   [2012-02-25]. （原始内容存档于2012-06-05）.
2. 1 2 3 4 5  . chinaflower.org.   [2012-02-23]. （原始内容存档于2016-03-04）.
3. ↑  . news.sina.com.cn.   [2012-02-24]. （原始内容存档于2016-03-04）.
4. ↑  . news.xinhuanet.com.   [2012-02-23]. （原始内容存档于2006-03-01）.
5. ↑  . www.scol.com.cn.   [2012-02-24]. （原始内容存档于2011-08-17）.
6. ↑  . 中國園林網.   [2012-02-25]. （原始内容存档于2015-06-04）.
7. ↑  . 新京报. 2012-05-03  [2024-07-30]. （原始内容存档于2025-01-21）.
8. ↑  . news.xinhuanet.com.   [2012-02-23]. （原始内容存档于2014-01-08）.
9. ↑  .   [2019-12-19]. （原始内容存档于2019-12-19）.
10. ↑  .   [2019-12-19]. （原始内容存档于2019-12-19）.

## 外部連結
- 中國花卉協會（简体中文）
- （简体中文）
- 第五屆中國花卉博覽會 - 人民網經濟專題（页面存档备份，存于） （简体中文）
- 第六屆中國花卉博覽會 - 農博網（页面存档备份，存于） （简体中文）
- 第七屆中國花卉博覽會 - 人民網天津視窗 （简体中文）
- 第八屆中國花博會官網 （简体中文）